# Kronos Citroën World Rally Team
Kronos Total Citroën World Rally Team es un equipo semi-privado de rallyes que compitió en el Campeonato Mundial de Rally en la temporada 2006. El equipo estaba formado por los pilotos del equipo oficial de Citroën en el mundial, que ese año decidió no participar como constructor en protesta por los cambios de reglamento, sin que por ello la marca francesa retirase el apoyo a sus pilotos que los mantuvo bajo la bandera del equipo belga Kronos Racing.

## Trayectoria
| Temporada                             | Piloto         | Vehículo          | Victorias | Posición final | Campeo. Construc. |
| ------------------------------------- | -------------- | ----------------- | --------- | -------------- | ----------------- |
| Kronos Total Citroën World Rally Team |                |                   |           |                |                   |
| 2006                                  | Sébastien Loeb | Citroën Xsara WRC | 8         | 1º             | 2º                |
| 2006                                  | Dani Sordo     | Citroën Xsara WRC | 0         | 5º             | 2º                |
| 2006                                  | Xavi Pons      | Citroën Xsara WRC | 0         | 7º             | 2º                |
| 2006                                  | Colin McRae    | Citroën Xsara WRC | 0         | -              | 2º                |

## Galería

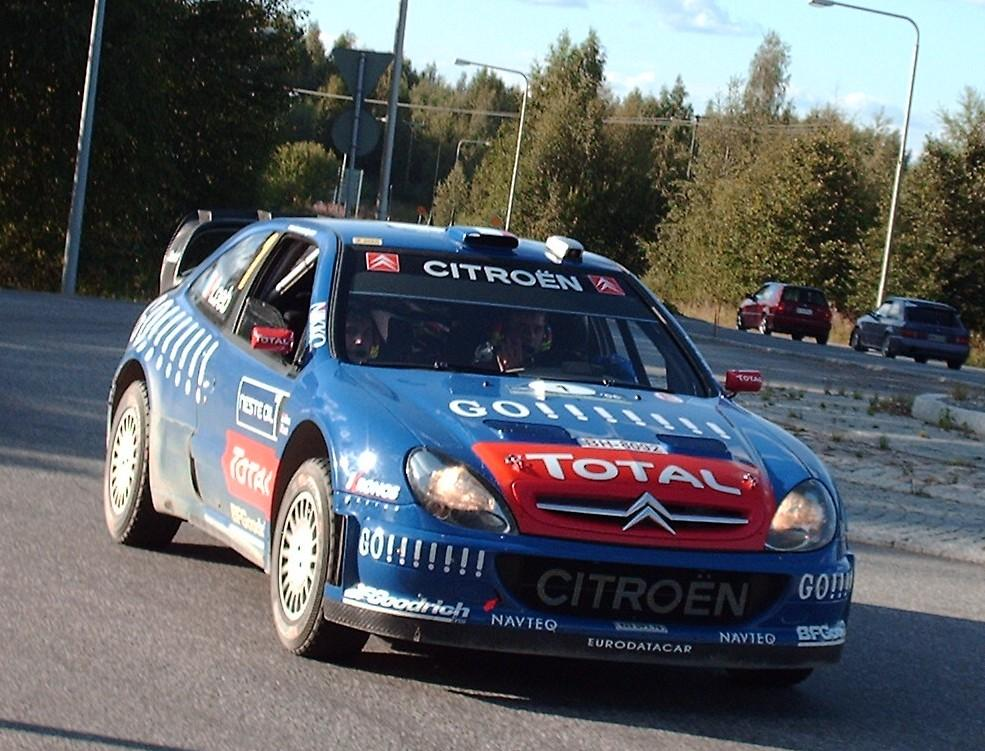
Loeb en Finlandia.
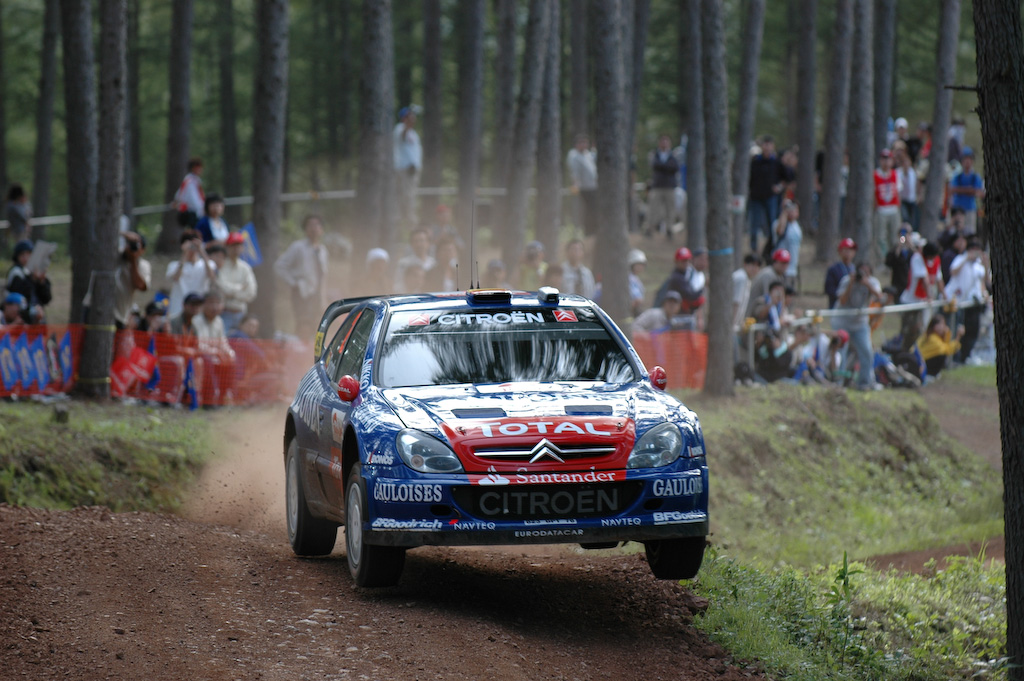
Sordo en Japón.
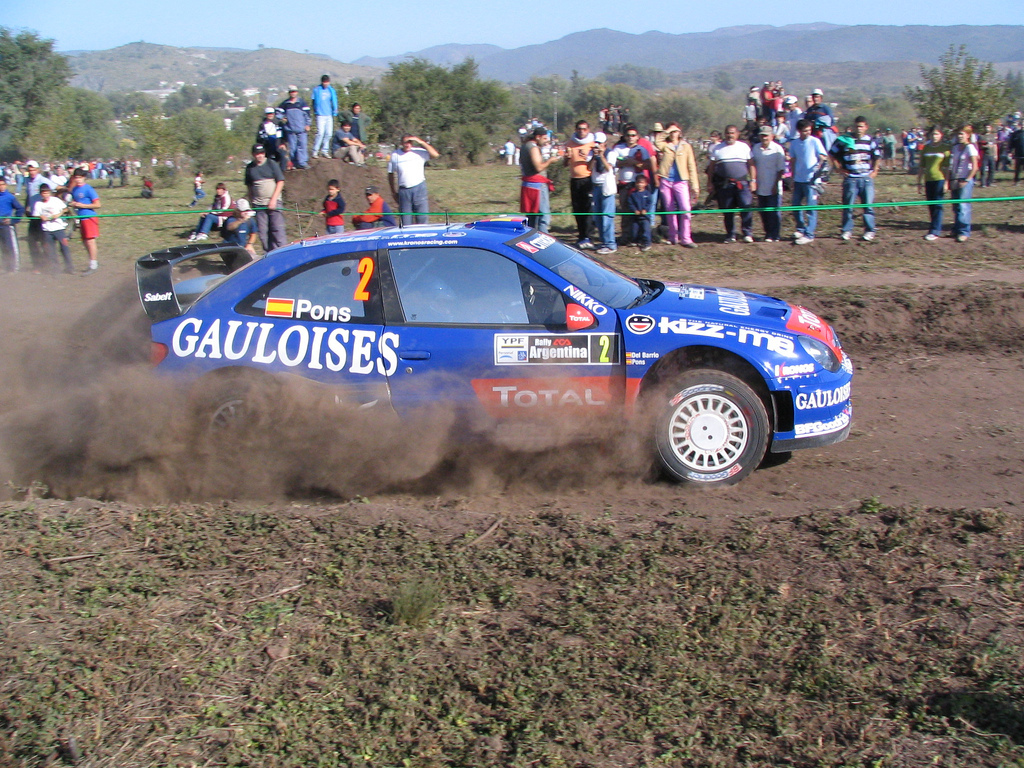
Xavi Pons en el Rally de Argentina.